# Корное
Корное — деревня в Мосальском районе Калужской области России. Входит в состав муниципального образования сельского поселения «Деревня Воронино».
Деревня расположена на правом берегу ручья Коринки, впадающего в реку Ресса в 11 км юго-восточнее города Мосальск.

## История
В. Кашкаров в 1901 году в статье «К вопросу о древнейшем населении Калужской губернии», опубликованной во второй книге «Калужской старины», предположил, что славянский город Корьдно (Кордно), о котором упоминается в Поучении Владимира Мономаха — это селение Корно Мосальского уезда. По мнению академика Б. А. Рыбакова, Корьдно был главным городом вятичей, упоминаемым арабскими и персидскими авторами, но считал, что Кордно находился у деревни Городня (Сельское поселение «Деревня Красный Городок») Ферзиковского района Калужской области.
До 1927 года Корно входила в состав Мосальского уезда Калужской губернии.

## Население
| 2002 | 2010 |
| ---- | ---- |
| 11   | ↘7   |